# Siphocampylus hypopogon
Siphocampylus hypopogon är en klockväxtart som beskrevs av Franz Elfried Wimmer. Siphocampylus hypopogon ingår i släktet Siphocampylus och familjen klockväxter. Inga underarter finns listade i Catalogue of Life.